# プブリウス・コルネリウス・スキピオ・ナシカ・コルクルム
プブリウス・コルネリウス・スキピオ・ナシカ・コルクルム（ラテン語: Publius Cornelius Scipio Nasica Corculum、 紀元前141年没）は、共和政ローマの政治家、軍人。執政官を二度務め、第二次ポエニ戦争から第三次ポエニ戦争の戦間期に活躍した。マルクス・ポルキウス・カト・ケンソリウス（大カト）の政敵。
以降、本記事では名を「コルクルム」あるいは「ナシカ・コルクルム」と記す。

## 生涯
父はプブリウス・コルネリウス・スキピオ・ナシカ。妻はスキピオ・アフリカヌスの娘で、アフリカヌスの娘の中でも年長の娘となる。
紀元前168年、ルキウス・アエミリウス・パウルス・マケドニクスのもとで第三次マケドニア戦争に参戦。紀元前162年に執政官に就任するが、吉凶でよくない兆候が出たのでその座を同僚とともに降りてしまう.
紀元前159年、マルクス・ポピッリウス・ラエナスとともにケンソルに就任、この時に元老院あるいは民会の承認なくして官職ある人物の像を建立することを禁じている。
紀元前155年に再び執政官に当選、ダルマティアに出征して勝利をおさめ凱旋式を挙行する。紀元前150年には最高神祇官に就任、紀元前147年には元老院の第一人者（プリンケプス）となる。
第二次ポエニ戦争で敗北したカルタゴを滅亡させようと扇動するカトに対して反論、潜在的なライバルを持たないローマは腐敗して衰亡すると論じた。カトが「それにつけてもカルタゴは滅ぼされるべきである」と演説内容の如何にかかわらず締めくくったのに対して、コルクルムは同じように演説の最後に「それにつけてもカルタゴは存続させるべきである」とやり返したと伝えられる。
しかしながら、元老院の第一人者の地位にいたのにもかかわらずコルクルムの政治的影響力はカトに対して劣勢、また彼の主張はカルタゴの目覚しい復興に危惧した多数の元老院議員からの賛同は得られず、マッシニッサ率いるヌミディア王国のカルタゴへの干渉を抑えきることができなかった。そして第二次ポエニ戦争の休戦条約を破ってカルタゴはヌミディア王国に宣戦布告、ローマはカルタゴへの遠征を決議する。
第三次ポエニ戦争当時コルクルムは存命であった。皮肉にもその司令官に任命されカルタゴを完全に滅ぼしたのはスキピオ家の者であるスキピオ・アエミリアヌスだった。紀元前141年、子プブリウス・コルネリウス・スキピオ・ナシカ・セラピオに最高神祇官の職務を譲ることが元老院で認められ、その直後に死去したものと考えられている。